# Илиодор Горонович
Илиодор Софрониевич Горонович е руски офицер, полковник. Участник в Руско-турската война (1877–1878). Първи почетен гражданин на град Кюстендил.

## Биография
Илиодор Горонович е роден на 5 януари 1856 г. в Полтавска губерния в семейството на потомствен дворянин. Ориентира се към военното поприще. Завършва Павловското военно училище (1874).
Участва в Руско-турската война (1877–1878) като подесаул от 9-и Донски казашки полк. В края на войната е с военно звание капитан.
Служи в Българската армия. Командир на 3-та рота от 2-ра Кюстендилска пеша дружина. Назначен е за окръжен военен началник. От 3 юни до 1 септември 1881 г. е временен управител на Кюстендилски окръг.
Остава да живее в България. Провъзгласен е за първи почетен гражданин на Кюстендил през 1881 г. Излиза в оставка с военно звание полковник. Умира на 26 януари 1919 г. в град Кюстендил.